# 仙河镇 (东营市)
仙河镇是中国山东省东营市河口区下辖的一个镇，当地有人写成“先河镇”，位于黄河入海口北侧，距离东营市主城区约80KM。因该地境内的神仙沟和黄河入海口湿地的鹤类候鸟得名，建有仙鹤盘旋标志。辖区面积 657 平方公里，总人口42099(第五次人口普查)。由于当地经济对石油的依赖程度过大，人口流出情况日益严重。
除行政村镇外，主体由中国石油化工集团胜利油田分公司所辖孤东、桩西、海洋及其他生产与社区管理单位的行政管理工作区和生活区组成，生活区布局庞大，建筑风格统一，曾获全国文明示范小区。
当地特产，马场酒。自二十世纪五十年代初开始酿酒以来，至今已有60余年的历史，其前身为中国人民解放军济南军区军马场六连（副业连），当时白酒生产规模较小，主要驻地供应军马场及部队内部，不对外销售，但由于酒质好，又是军马场生产的，因此当地人都称它为“马场酒”。

## 行政区划
仙河镇下辖：渔村、东港村、镇东村、卫东村、海星村。